# Гюргевище
Гюргевище или Гюргевища (на македонска литературна норма: Ѓурѓевиште; на албански: Gjurgjevishti, Гюргевищи) е село в община Врабчище, Северна Македония.

## География
Селото е разположено северно от Гостивар в източното подножие на планината Шар.

## История

### Етимология
Според академик Иван Дуриданов името е първоначален патроним на -ишти < -itji  от личното име Гюрге от Георги и смята, че тъй като по фонетичните си особености Гюрге е късно име, то и селищното име не е старо.

### Средновековие
Селото е споменато в грамота на Стефан Душан от 1326 година: И стась поповска оу Гюр'гѥвиштихь.

### В Османската империя
В края на XIX век Гюргевище е албанско село в Тетовска каза на Османската империя. Според статистиката на Васил Кънчов („Македония. Етнография и статистика“) в 1900 година Гюргювище има 325 жители българи християни и 660 арнаути мохамедани.

### В Сърбия, Югославия и Северна Македония
След Междусъюзническата война в 1913 година селото попада в Сърбия.
Според Афанасий Селишчев в 1929 година Гюргювица е село в Сенокоска община в Долноположкия срез и има 74 къщи с 340 жители албанци.
Според преброяването от 2002 година селото има жители.
| Националност | Всичко |
| македонци    | 3      |
| албанци      | 399    |
| турци        | 0      |
| роми         | 0      |
| власи        | 0      |
| сърби        | 0      |
| бошняци      | 0      |
| други        | 1      |